# Élie Blanchard
Joseph Élie Blanchard (Montreal, Quebec, 3 de agosto de 1881 – Montreal, Quebec, 12 de dezembro de 1941) foi um jogador de lacrosse canadense. Blanchard era membro da Shamrock Lacrosse Team na qual conquistou a medalha de ouro nos Jogos Olímpicos de Verão de 1904 em Saint Louis.